# Paterswoldsemeer

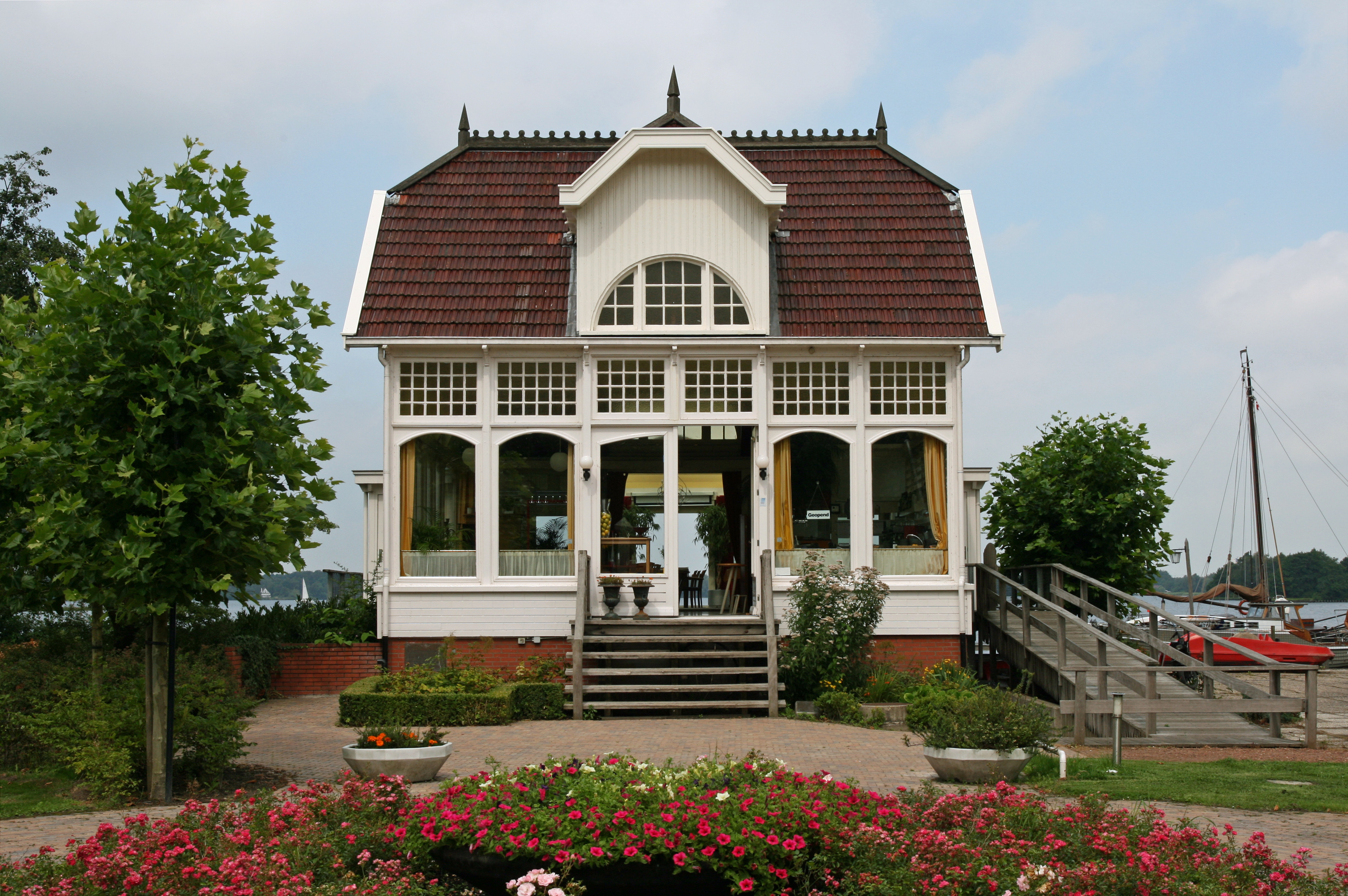
Restaurant De Paalkoepel (gebouwd voor Jan Evert Scholten, 1908) aan de Meerweg van Paterswolde naar Haren (zuidzijde)

Het Paterswoldsemeer (ook: Paterswoldse meer) is een meer ten zuidwesten van de Nederlandse stad Groningen op de grens van de provincies Groningen en Drenthe.

## Beschrijving
Het Paterswoldsemeer is inclusief het Hoornsemeer 270 ha groot. Aan de oostzijde is het Paterswoldse meer via de schutsluis de Nijveensterkolk verbonden met het Hoornsediep, een restant van de Drentsche Aa, en daarmee met het Noord-Willemskanaal. Over het dijkje naast het Hoornsediep, de Hoornsedijk, loopt het Pieterpad. Aan de zuidzijde wordt het meer begrensd door de Meerweg, de weg van Haren naar Paterswolde. Ten zuiden daarvan ligt het Friese Veen.

## Geschiedenis
Het Paterswoldsemeer is ontstaan in de 18e en 19e eeuw door afgraving van het veen in het gebied dat ook wel Neerwolde wordt genoemd.
In het begin van de 20e eeuw werd het gebied ontdekt door welgestelde recreanten. Dat was ook de tijd dat veel van de huidige in het oog vallende locaties werden aangelegd. De bekendste hiervan zijn de Paalkoepel, een op palen gebouwd paviljoen (thans café-restaurant), paviljoen Meerval (later Het Vergulde Anker, Paviljoen van de Dame en nu Loetje), het nabij gelegen Familiehotel (nu Fletcher Familiehotel) en het clubhuis van de zeilvereniging De Twee Provinciën.
Aan de noordkant van het meer in zijn oude omvang was in de jaren voor de Tweede Wereldoorlog geen sprake van recreatie maar werd de vruchtbare veengrond gebruikt als tuin. Boeren uit Eelderwolde stelden aan inwoners van de stad Groningen grond aan het meer beschikbaar als volkstuin. In de loop der jaren bouwden de gebruikers van die tuinen huisjes om de weekeinden in door te brengen. Op deze manier zijn aan de noordkant van het oude meer vele recreatiewoningen tot stand gekomen. In de jaren zeventig van de twintigste eeuw werd deze kant van het meer uitgebreid gereconstrueerd. Niet alleen werden de stukjes niet-ontgonnen veen (eilandjes) toen van beschoeiingen voorzien en opgehoogd waardoor zij niet zijn verdwenen, maar ook werd de wildgroei aan recreatieve verblijven aangepakt. Door de aanleg van riolering, waterleiding en een ontsluitingsweg nam de intensiteit van de verblijfsrecreatie aan deze kant van het meer enorm toe. De regelgeving van de betrokken gemeenten Haren, Groningen en (thans) Tynaarlo volgde met gelijke tred.
In de Tweede Wereldoorlog konden veel onderduikers gebruikmaken van de primitieve faciliteiten die door de volkstuinders waren aangelegd om aan vervolging door de Duitsers te ontkomen.
In 1982 werd een verbinding gemaakt met het noordelijker aangelegde Hoornsemeer, om zo een groter recreatiegebied te doen ontstaan. Hierdoor werd de oppervlakte van het meer verdubbeld. Op de grens van de twee meren bevinden zich de eilanden de Fokken en de Zweerden. Deze eilanden werden bij de uitbreiding van het meer gespaard om er de pijlers van de toekomstige 120 meter lange en 8 meter hoge brug dwars over het meer te kunnen plaatsen, die onderdeel moest gaan vormen van de geplande Zuidtangent naar de eveneens geplande A6 naar Emmeloord. Geen van beide wegen werd echter ooit aangelegd.

## Recreatieve functie
Door de ligging onder de rook van Groningen is het meer geliefd bij vaarrecreanten, vooral zeilers. Het Hoornsemeer, en meer in het bijzonder de Hoornseplas, is geliefd bij zwemmers en zonnebaders.
Tot de jaren 1970 bevond zich aan de Meerweg een speeltuin en tot in de jaren 1950 was er aan de westkant van het meer een zwembad. Zwemmen was daarna alleen prettig bij het Slakkeneiland, omdat daar een enigszins zandige bodem aanwezig is.
Op de oostelijke oever van het meer staat sinds 1971 de poldermolen De Helper uit 1863.
Aan de westkant van het meer is in 2011 een vaarverbinding gemaakt tussen het meer en de waterwegen van de nieuwe wijk Ter Borch.
Hoewel het meer naar het dorp Paterswolde is genoemd, ligt het grotendeels in de gemeente Groningen.

## Beheer
Het beheer is in handen van het Meerschap Paterswolde, een samenwerkingsverband van de betrokken gemeenten.

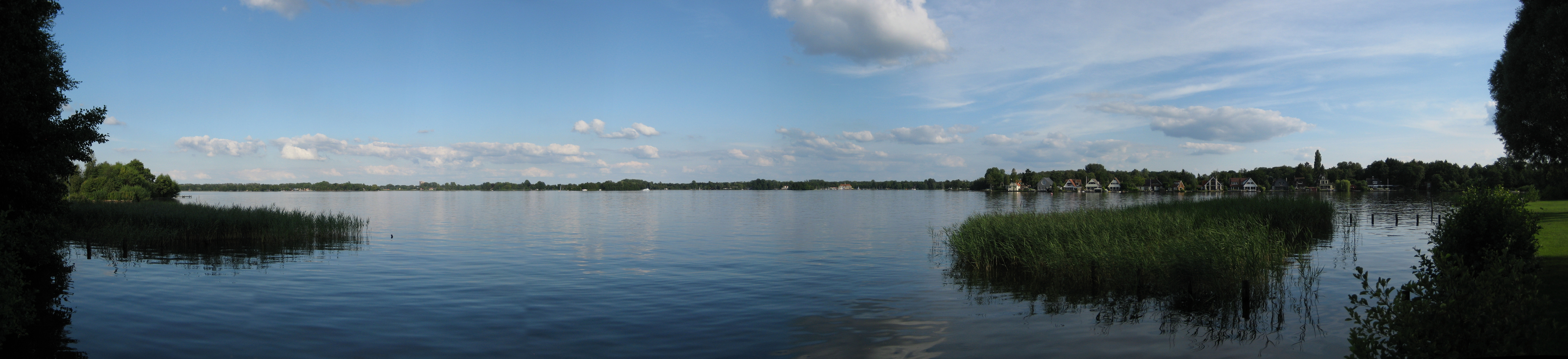
Het Paterswoldsemeer gezien vanuit het noordwesten (2009)